# Herschberg

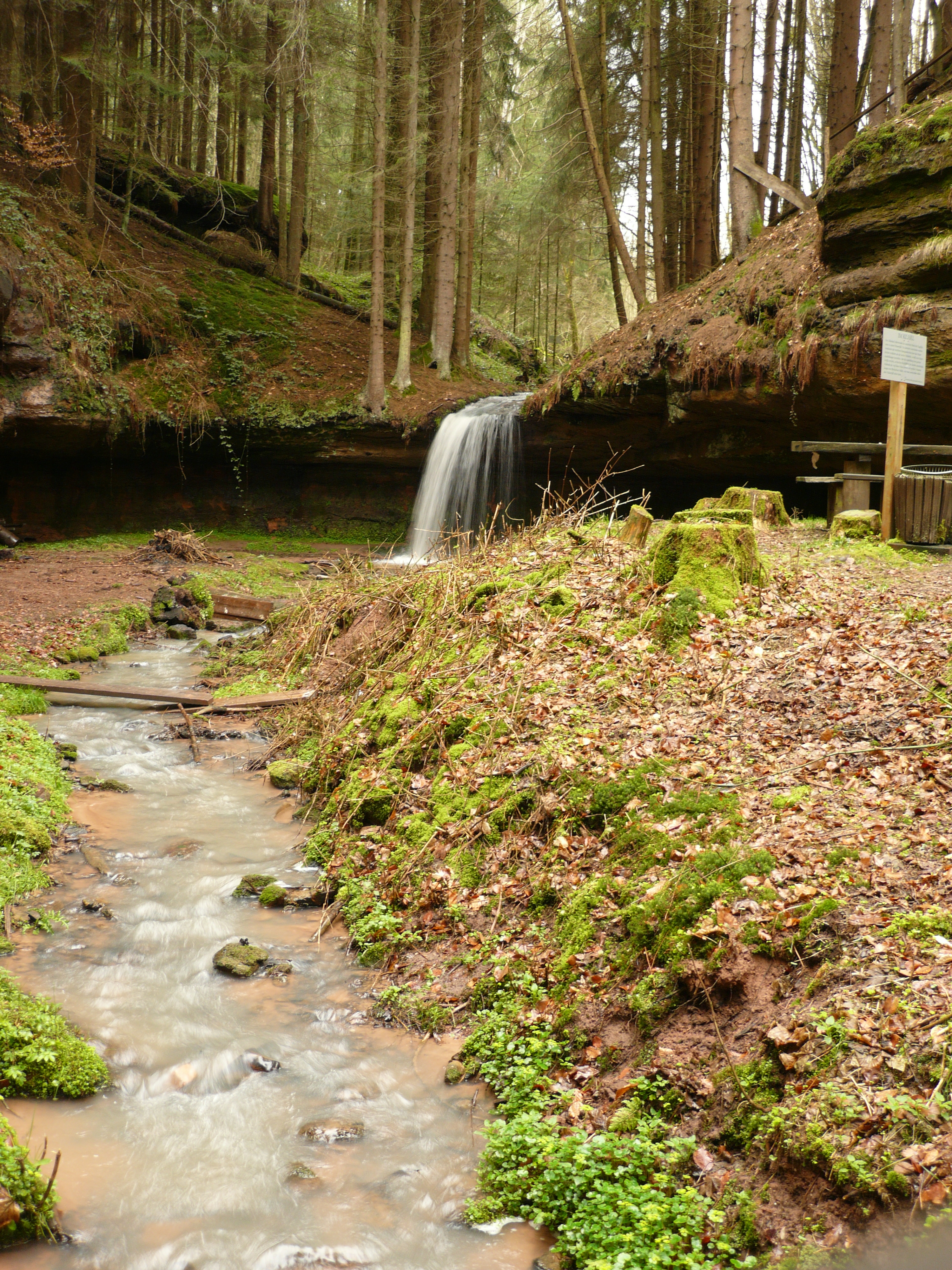
Odenbachtal im Osten der Gemeindegemarkung

Herschberg ist eine Ortsgemeinde im Landkreis Südwestpfalz in Rheinland-Pfalz. Sie gehört der Verbandsgemeinde Thaleischweiler-Wallhalben an.

## Geographie
Herschberg liegt im Südwesten von Rheinland-Pfalz auf der Sickinger Höhe, die nach dem Ritter Franz von Sickingen benannt ist. Zu Herschberg gehören zusätzlich die Wohnplätze Aspenhof, Konradsmühle, Weihermühle, Würschhauserhof und Würschhausermühle. Die Gemeindegemarkung wird von Wallhalb, Schauerbach und Odenbach eingerahmt, die großenteils die Grenze zu den Nachbarortschaften bilden.

## Geschichte
Der Ortsname wurde im Jahr 1149 erstmals urkundlich erwähnt. Bis Ende des 18. Jahrhunderts gehörte der Ort zu Leiningen-Dagsburg.
Von 1798 bis 1814, als die Pfalz Teil der Französischen Republik (bis 1804) und anschließend Teil des Napoleonischen Kaiserreichs war, war Herschberg in den Kanton Waldfischbach eingegliedert und war Sitz einer Mairie, der zusätzlich Saalstadt, Schauerberg und Wallhalben angehörten. 1815 wurde der Ort zunächst Österreich zugeschlagen. Ein Jahr später wechselte der Ort in das Königreich Bayern. Von 1818 bis 1862 war der Ort Bestandteil des Landkommissariat Pirmasens, das anschließend in ein Bezirksamt umgewandelt wurde.
1939 wurde Herschberg in den Landkreis Pirmasens (ab 1997 Landkreis Südwestpfalz) eingegliedert. Nach dem Zweiten Weltkrieg wurde die Gemeinde innerhalb der französischen Besatzungszone Teil des damals neu gebildeten Landes Rheinland-Pfalz. Im Jahr 1970 wurde die Gemeinde zum „staatlich anerkannten Erholungsort“ ernannt. Im Zuge der ersten rheinland-pfälzischen Verwaltungsreform wurde sie 1972 der neugeschaffenen Verbandsgemeinde Wallhalben zugeordnet. Seit 2014 gehört Herschberg zur Verbandsgemeinde Thaleischweiler-Wallhalben.

## Bevölkerung

### Einwohnerentwicklung
Die Einwohnerzahl von Herschberg entwickelte sich folgendermaßen, die Werte von 1871 bis 1987 beruhen auf Volkszählungen:
| Jahr | Einwohner |
| ---- | --------- |
| 1815 | 650       |
| 1835 | 969       |
| 1871 | 745       |
| 1905 | 756       |
| 1939 | 892       |
| 1950 | 962       |
| 1961 | 983       |

| Jahr | Einwohner |
| ---- | --------- |
| 1970 | 1.025     |
| 1987 | 925       |
| 1997 | 912       |
| 2005 | 946       |
| 2011 | 841       |
| 2017 | 820       |
| 2023 | 845       |

### Religion
Konfessionen
Ende 2014 waren 61,8 % der Einwohner evangelisch und 29,0 % katholisch. Die übrigen gehörten einer anderen Religion an oder waren konfessionslos.
Jüdische Gemeinde

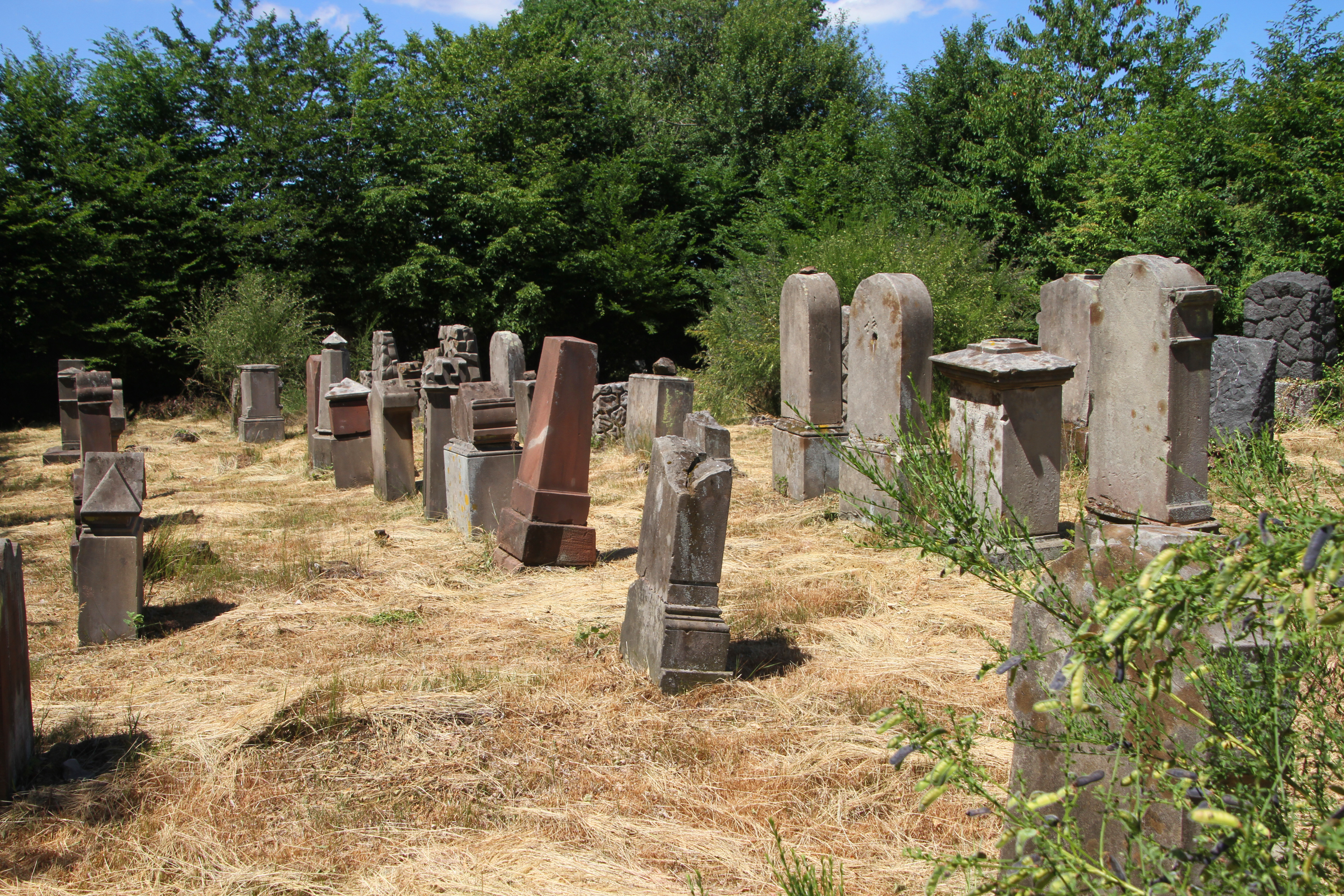
Jüdischer Friedhof

In Herschberg bestand im 19. Jahrhundert eine relativ große jüdische Gemeinde. Ihre Entstehung geht in die Zeit des 18. Jahrhunderts zurück. 1747 wurde ein jüdischer Friedhof angelegt, der heute noch besteht. 1801 lebten 50 jüdische Personen am Ort; 1848 wurde mit 170 die höchste Zahl jüdischer Gemeindeglieder erreicht, dies waren etwa 25 % der Einwohner. Eine Synagoge wurde erstmals 1815 genannt, 1830 wurde eine neue eingerichtet. Im September 1892 konnte nochmals eine neue Synagoge eingeweiht werden.
Durch Aus- und Abwanderung verringerte sich die Zahl der jüdischen Einwohner seit der Zeit um 1880 so stark, dass bereits um 1905/10 die Auflösung der Gemeinde erfolgte. Die ehemalige Synagoge wurde zu einem Wohnhaus umgebaut, das 1999 abgebrochen wurde. Die beiden letzten jüdischen Einwohner kamen nach ihrer Deportation 1940 ums Leben. In Reminiszenz an die während des Dritten Reichs deportierten Juden wurden im Februar 2012 vor Ort Stolpersteine verlegt.

## Politik

### Gemeinderat
Der Gemeinderat in Herschberg besteht aus zwölf Ratsmitgliedern, die bei der Kommunalwahl am 9. Juni 2024 in einer personalisierten Verhältniswahl gewählt wurden, und dem ehrenamtlichen Ortsbürgermeister als Vorsitzendem.
Die Sitzverteilung im Gemeinderat:
| Wahl | SPD | CDU | FWG | IZH | Gesamt   |
| ---- | --- | --- | --- | --- | -------- |
| 2024 | 4   | –   | –   | 8   | 12 Sitze |
| 2019 | 4   | 2   | –   | 6   | 12 Sitze |
| 2014 | 4   | –   | –   | 8   | 12 Sitze |
| 2009 | 6   | 2   | 4   | –   | 12 Sitze |
| 2004 | 5   | 3   | 4   | –   | 12 Sitze |

- IZH = Initiative Zukunft Herschberg e. V.

### Bürgermeister
Andreas Schneider (IZH) wurde am 13. August 2019 Ortsbürgermeister von Herschberg. Bei der Direktwahl am 26. Mai 2019 war er mit einem Stimmenanteil von 56,49 % gewählt worden. Bei der Direktwahl am 9. Juni 2024 setzte sich Andreas Schneider mit 65,5 % gegen einen Mitbewerber durch und wurde damit für weitere fünf Jahre wiedergewählt.
Schneiders Vorgänger waren Manfred Biedinger (CDU) und Lydia Westrich (SPD).

### Wappen
| Wappen von Herschberg | Blasonierung: „Von Blau und Silber geteilt, oben ein rotbewehrter silberner Adler, unten fünf schwarze Kugeln 2:1:2.“ |
| Wappen von Herschberg | Wappenbegründung: Der silberne Adler erinnert an die ehemalige Zugehörigkeit des Ortes zu den Leiningern, die fünf Kugeln (Bollen) weisen auf das Geschlecht der Sickinger hin. Es wurde 1950 vom Mainzer Innenministerium genehmigt. |

## Kultur und Sehenswürdigkeiten

### Kulturdenkmäler

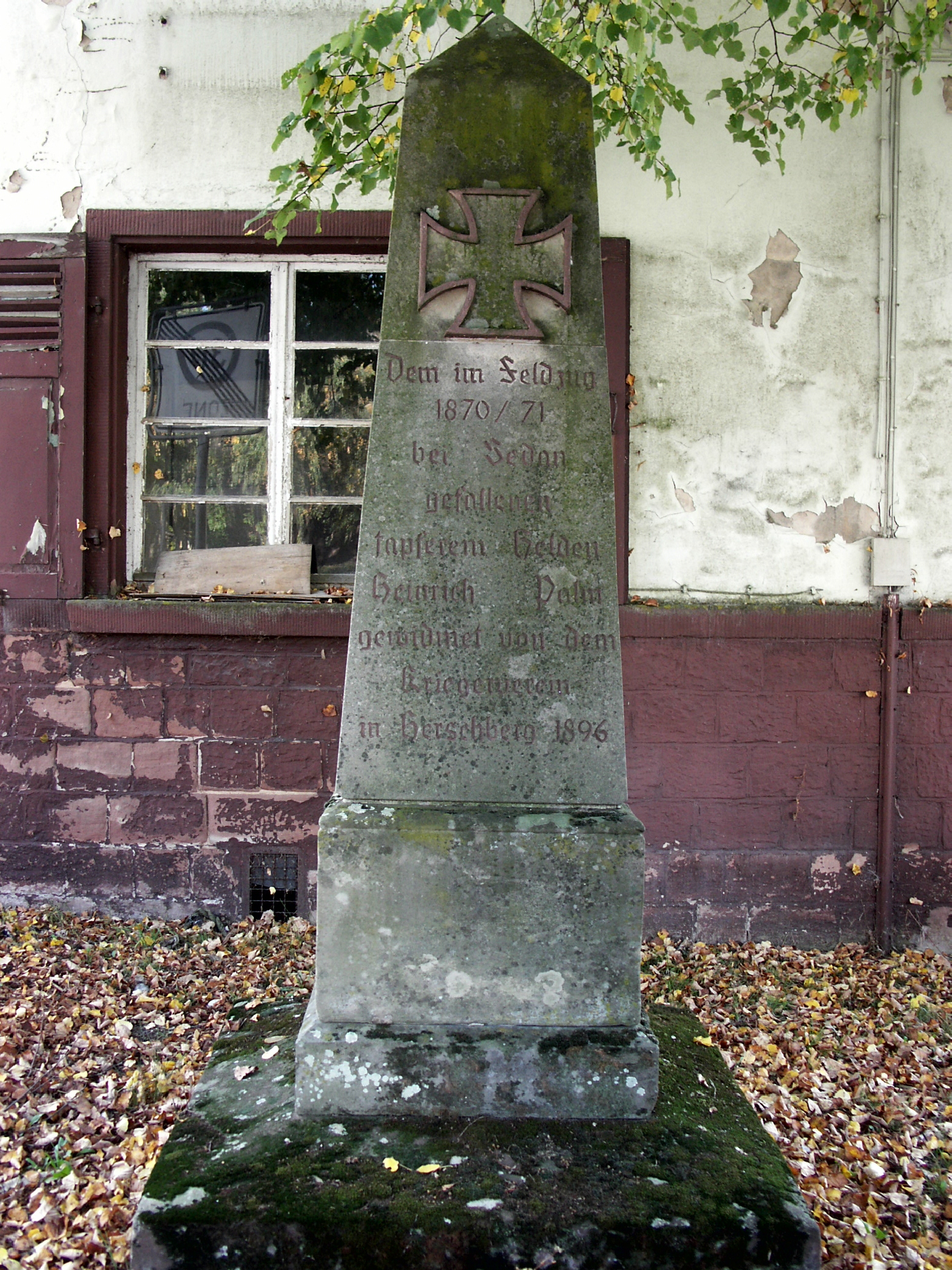
Kriegerdenkmal

Der Würschhauserhof und der jüdische Friedhof sind jeweils als Denkmalzonen ausgewiesen. Hinzu kommen insgesamt vier Einzelobjekte, die unter Denkmalschutz stehen.

### Natur
Innerhalb des Gemeindegebiets existieren fünf Naturdenkmale. Das Landschaftsschutzgebiet Wallhalbtal – Schauerbachtal erstreckt sich teilweise über die Gemarkung von Herschberg.

### Mundart
Die Verbandsgemeinde Thaleischweiler-Wallhalben widmet sich intensiv der Pflege der Pfälzer Mundart und veranstaltet seit 1991 in zweijährlichem Turnus den Sickinger Mundartwettstreit, dessen Endrunde samt Preisverleihung in der Bürgerhalle Herschberg stattfindet. Sparten sind Mundartlyrik und -prosa.

### Pferderennen
Im Jahre 1911 wurde in Herschberg der Reiterverein Sickingerhöhe gegründet, der damals auch das erste Pferderennen abhielt. Unter dem Namen Meilbächel-Rennen fand es bis zum Jahr 2010 alljährlich statt, und zwar nicht auf einem Rundkurs, sondern talaufwärts und nach klassischer englischer Art „von Punkt zu Punkt“.

### Naturerlebnis
Das Herschberger Waldmuseum ist aus Gründen des fehlenden Brandschutzes dauerhaft geschlossen. Zudem verlaufen in der Nähe von Herschberg ein Wasserschaupfad sowie der Mühlenweg, der die Gemeinden im Bereich der Wallhalb verbindet. Der Wasserschaupfad ist in diversen Wanderkarten verzeichnet, die Teilabschnitte beginnen an verschiedenen Örtlichkeiten (beispielsweise Herschberg, Saalstadt). Aufgestellte Infotafeln beschreiben Geschichte, Beschaffenheit und Bedeutung der auf dem Wege liegenden Sehenswürdigkeiten. Als Raststation kann die bewirtschaftete ehemalige Weihermühle dienen.

## Wirtschaft und Infrastruktur

### Wirtschaft
Herschberg lebt überwiegend von Tourismus sowie von Land- und Forstwirtschaft. Die Wasserversorgung wurde früher durch die Konradsmühle gewährleistet.

### Verkehr
Verkehrsmäßig ist die Gemeinde über die 6 km nordöstlich gelegene Anschlussstelle Weselberg an die Autobahn 62 (Pirmasens–Trier) angebunden, die großräumig auch die Verbindungen zur A 6 im Norden und zur B 10 im Süden schafft. Die Kreisstraßen 18 und 19 führen durch den Ort. Die Landesstraße 475 führt durch den Westen des Gemeindegebiets.

### Institutionen
Herschberg verfügt über eine große Freizeitanlage, die einen Minigolfplatz, Tennisplätze und einen Kinderspielplatz bietet.

## Persönlichkeiten

### Ehrenbürger
- Klaus G. Juner (* 30. September 1928; † 27. Oktober 2016), Heimatautor und Genealoge, wurde am 1. November 2009 in Würdigung seines vielfältigen Engagements für die Gemeinde zum Ehrenbürger ernannt.[14][15]

### Söhne und Töchter der Gemeinde
- Christian Mehlis (1850–1933), Historiker
- Martin Horn (* 1969), Leichtathlet, Teilnehmer bei den Paralympischen Spielen 1996 und 2000, im Jahr 2000 Bronzemedaille in der 4 × 100-m-Staffel

### Personen, die vor Ort gewirkt haben
- Adam Ritzhaupt (1882–1976), evangelischer Theologe und Schriftsteller, war Pfarrer in Herschberg von 1909 bis 1916.
- Johann Schiller (1812–1886), evangelischer Pfarrer, Theologe und Schriftsteller, war in Herschberg Pfarrer.
- Lydia Westrich, Politikerin (SPD), Mitglied des Bundestages, lebt vor Ort.
- Christin Hussong (* 1994), Leichtathletin (Speerwurf), war Teilnehmerin der Olympischen Spiele 2016 und Europameisterin 2018.